# São Salvador (Odemira)
São Salvador is een plaats (freguesia) in de Portugese gemeente Odemira en telt 3285 inwoners (2001). Het is een van de twee freguesias die de hoofdplaats Odemira vormen. De andere is Santa Maria.